# HD235246
HD235246 — хімічно пекулярна зоря спектрального класу A0, що має видиму зоряну величину в смузі V приблизно  9,1.
Вона  розташована на відстані близько 2117,9 світлових років від Сонця.

## Пекулярний хімічний склад
Зоряна атмосфера HD235246 має підвищений вміст 
Si
.